# BleachBit
BleachBit es una herramienta de limpieza del disco duro de software libre y de código abierto, administrador de privacidad y optimizador del sistema. El código fuente de BleachBit está bajo la licencia GPL versión 3.

## Historia
BleachBit fue originalmente lanzado el 24 de diciembre de 2008 para sistemas Linux. La actualización 0.2.1 generó cierta controversia por sugerir que Linux necesitaba un limpiador del registro.
La actualización 0.40 inrodujo CleanerML, un lenguaje de marcado para escribir nuevos limpiadores.El 23 de mayo de 2009, se lanzó la actualización 0.5.0, que agregó el soporte para los sistemas operativos Windows XP, Windows Vista, y Windows 7. El 16 de septiembre del 2009, se lanzó la actualización 0.6.4, que introdujo el soporte con la interfaz de la línea de comandos.
BleachBit es descargable en su sitio web y en varios repositorios de distribuciones de Linux.

## Funciones
En Linux, el programa se ejecuta en «modo usuario» de fábrica; sin embargo, se puede dar a la herramienta permisos del «modo administrador» en la configuración.

## Tecnología
BleachBit está escrito en el lenguaje de programación Python y usa PyGTK. La mayoría de los limpiadores de BleachBit están escritos en CleanerML.

## Recepción
Erez Zukerman, de PC World, dijo que «BleachBit puede calcular el tiempo exacto de una operación», aunque también criticó el programa: «Su registro apenas es legible, además de que este posee una configuración desastrosa». Zukerman concluyó con «BleachBit, si bien es más o menos útil, no es mejor que CCleaner».
Diversos medios de comunicación han llamado a BleachBit una «alternativa a CCleaner» o «el CCleaner para Linux».

## Polémicas
En agosto de 2016, el congresista republicano Trey Gowdy dijo que había visto unos apuntes realizados por el Buró Federal de Investigaciones (FBI por sus siglas en inglés), tomados durante una investigación por los correos de Hillary Clinton, que decían que el equipo de Clinton había usado BleachBit para borrar correos de su servidor privado. Tras la noticia, la página oficial de BleachBit anunció un aumento significativo de visitas.
En octubre de 2016, el FBI publicó documentos modificados de su investigación con respecto a los correos de Clinton.